# Lagdo
Lagdo es una comuna camerunesa perteneciente al departamento de Bénoué de la región del Norte.
En 2005 tiene 142 129 habitantes, de los que 21 517 viven en la capital comunal homónima.
Se ubica sobre la carretera D87, a orillas del río Benue junto al embalse de Lagdo.

## Localidades
Comprende la ciudad de Lagdo y las siguientes localidades:
- Agorma
- Badjaole Centre
- Badjoualel
- Bah Dankali
- Bakka
- Bakona I
- Balane
- Bame
- Bamere
- Bamsi
- Bessoum Garoua
- Bitchari
- Boucki
- Boulel
- Boulel II
- Boumedje
- Bourkina I
- Carrefour Poli
- Dangadji
- Dembare
- Digale
- Djabbama
- Djalingo Kapsiki
- Djamboutou Gounna
- Djanga
- Djaouro Douri
- Djaraco
- Djera
- Djipporde Djoulol Bocki
- Djoda Rena
- Djola Bame
- Djoulol
- Djoulol Bocki
- Djoulol Dow
- Dore
- Doualare
- Douloumi Sanda
- Fonaï
- Foulaye
- Gamsargou
- Garwawo
- Gnibago Bakona
- Gounna
- Gounougou
- Guadja Guadja
- Guere
- Harande
- Kaïwan
- Kaldjoua
- Kaouna
- Karlai
- Katchalla Boute
- Kate
- Kebi/Hari
- Kesme II
- Kona Djabe
- Kontip
- Kotchel
- Kouroungou
- Labakri
- Laïnde
- Laïnde Gounna
- Laïnde Lagdo
- Lamere
- Lamorde
- Legui
- Liferi
- Limani
- Lokoro
- Loucga Batchi
- Louggol
- Madagalire
- Madare
- Madare
- Madjadou
- Madjalissa
- Mafare
- Malombali
- Mayo B
- Mayo Bai
- Mayo Boucki I
- Mayo Boucki II
- Mayo Seini
- Mbela
- Mbengui
- Na'ari
- Napanla
- Nassarao Bame
- Nelbi
- Nocviri
- Ouro Yagoua
- Pana Matal
- Pikba
- Rabingha Salaman
- Rabingha Salaman
- Riao
- Rongondo
- Sabongari Bame
- Samou
- Sanguere Bame
- Sirlawe
- Souare
- Soubango Boumedje
- Soulede
- Tamba
- Tchaka Mayo
- Tchakare
- Tongo
- Touboro Bame
- Touloum
- Toupourire I
- Wafango Bame
- Winde Djabbe
- Winde Gadourou
- Winde Houbbare
- Woubao
- Wouro
- Wouro
- Wouro
- Wouro Ba Asse
- Wouro Bah Djidda
- Wouro Barriere
- Wouro Boucki
- Wouro Donka
- Wouro Doukoudje
- Wouro Haoussa
- Wouro Mada
- Wouro Saossou
- Wouro Tchaïdo
- Yagadi
- Yourna